# 큰쥐여우원숭이
큰쥐여우원숭이는 큰쥐여우원숭이속(Mirza)에 속하는 2 종의 작은 여우원숭이이다. 보통 마다가스카르의 해변 또는 수원지 근처에 있는 서부 낙엽성의 숲에 토착하여 살고 있다. 등 쪽은 세피아색을 띠고, 배 쪽은 황갈색이다. 원래 이 속은 1985년 작은쥐여우원숭이속에서 분리될 때, 단일 종인 코쿠렐쥐여우원숭이(프랑스 곤충학자 찰스 코쿠렐의 이름에서 유래했다.)만이 존재한다고 보았다. 그러나 2005년에 두 번째 종인 북부큰쥐여우원숭이가 추가되었다. 큰쥐여우원숭이들의 몸무게는 약 300 그램 정도이다. 이들은 야행성이며, 다른 쥐여우원숭이들과는 다르게 동면을 하지 않고, 일 년 내내 활동적이다. 동면 대신에 자신을 보전하기 위해 매미류 유층을 먹는다.
이들은 나무에서 사는 수목 종이고, 과일과 곤충과 거미 같은 작은 동물들을 먹이로 한다. 또한 이들은 사육 상태에서, 피그미쥐여우원숭이를 잡아 먹는 것이 알려진 적이 있다. 야생이든 사육 상태에서든, 둘 다에서 여러 곳에 둥지를 만든다.; 암컷은 가끔 짝을 지어 자지만 숫컷은 혼자 잔다. 이들은 네발로 움직이며, 제한적이지만 도약 능력을 갖고 있다.
이들 여우원숭이는 마다가스카르말똥가리와 같은 올빼미의 먹이가 되기도 한다. 이들은 이를 피하기 위해 밤에 먹이를 찾고, 초음파도 있지만 청각와 후각을 통해 서로 통신한다.

## 하위 종
- 코쿠렐쥐여우원숭이 (Mirza coquereli)
- 북부큰쥐여우원숭이 (Mirza zaza)

## 계통 분류
다음은 난쟁이여우원숭이과의 계통 분류이다.

|  | 긴털귀난쟁이여우원숭이속                                                |
|  |                                                                         |
|  | \| \| 작은쥐여우원숭이속 \| \| \| \| \| \| 큰쥐여우원숭이속 \| \| \| \| |
|  |                                                                         |
|  | 작은쥐여우원숭이속                                                      |
|  |                                                                         |
|  | 큰쥐여우원숭이속                                                        |
|  |                                                                         |

|  | 작은쥐여우원숭이속 |
|  |                    |
|  | 큰쥐여우원숭이속   |
|  |                    |

|  | 긴털귀난쟁이여우원숭이속                                                |
|  |                                                                         |
|  | \| \| 작은쥐여우원숭이속 \| \| \| \| \| \| 큰쥐여우원숭이속 \| \| \| \| |
|  |                                                                         |
|  | 작은쥐여우원숭이속                                                      |
|  |                                                                         |
|  | 큰쥐여우원숭이속                                                        |
|  |                                                                         |

|  | 작은쥐여우원숭이속 |
|  |                    |
|  | 큰쥐여우원숭이속   |
|  |                    |

|  | 긴털귀난쟁이여우원숭이속                                                |
|  |                                                                         |
|  | \| \| 작은쥐여우원숭이속 \| \| \| \| \| \| 큰쥐여우원숭이속 \| \| \| \| |
|  |                                                                         |
|  | 작은쥐여우원숭이속                                                      |
|  |                                                                         |
|  | 큰쥐여우원숭이속                                                        |
|  |                                                                         |

|  | 작은쥐여우원숭이속 |
|  |                    |
|  | 큰쥐여우원숭이속   |
|  |                    |

|  | 긴털귀난쟁이여우원숭이속                                                |
|  |                                                                         |
|  | \| \| 작은쥐여우원숭이속 \| \| \| \| \| \| 큰쥐여우원숭이속 \| \| \| \| |
|  |                                                                         |
|  | 작은쥐여우원숭이속                                                      |
|  |                                                                         |
|  | 큰쥐여우원숭이속                                                        |
|  |                                                                         |

|  | 작은쥐여우원숭이속 |
|  |                    |
|  | 큰쥐여우원숭이속   |
|  |                    |